# Acrocladium
Acrocladium, rod pravih mahovina u redu Hypnales, porodica Lembophyllaceae. postoje tri priznate vrste

## Vrste
1. Acrocladium auriculatum Mitten, 1869
2. Acrocladium chlamydophyllum C. Müller & Brotherus, 1900
3. Acrocladium trichocladium Boswell, 1892